# ヴァシリー・ヤロスラヴィチ (ムーロム公)
ヴァシリー・ヤロスラヴィチ（ロシア語: Василий Ярославич、? - 1345年）は、歴代ムーロム公のうちの一人である。在位：? - 1345年。
史料上のヴァシリーについては、その死亡年に関しての記述があるのみである。ムーロム付近のボリス・グレプ修道院(ru)に埋葬され、ムーロム公位は弟のユーリーに継承された。
なお、ヴァシリー、ユーリーの父をムーロム公ヤロスラフ（在位：1237年 - 1248年以降）とする史料があるものの、年齢からみて、この記述は疑問視されている。